# 李文龍 (議員)
李文龍，MH，現任香港灣仔區議會地區委員會界別議員，曾任東區區議會天后選區議員，以及灣仔區議會天后選區議員。
因應2016年起天后選區由東區區議會改為灣仔區議會，因此李文龍由東區區議員改為灣仔區議員。
2019年香港區議會選舉，李面對泛民主派灣仔起步陳鈺琳的挑戰，結果李以接近300票之差落敗，連任失敗。

## 區議會服務
- 區議會議員
- 地區設施管理委員會委員
- 社區建設及服務委員會委員
- 經濟及文化事務委員會委員
- 交通及運輸事務委員會委員
- 食物、環境及衞生委員會委員
- 規劃、工程及房屋委員會委員

## 外部連結
- https://www.facebook.com/tinhaujoey